# Julian Yu
Julian Yu (* 2. September 1957 in Peking) ist ein chinesischer Komponist. Seit 1985 lebt er in Australien.
Yu schrieb mit zwölf Jahren erste Kompositionen. Er studierte zunächst Komposition am Zentralen Musikkonservatorium in Peking sowie von 1980 bis 1982 bei Jōji Yuasa and Shin’ichirō Ikebe an der Musikhochschule Tokio. Von 1977 bis 1980 lehrte er am Pekinger Musikkonservatorium.
Nach der Emigration 1985 unterrichtete er am Queensland Conservatorium Griffith University. 1988 war er Fellow am Tanglewood Music Center, wo er von Hans Werner Henze und Oliver Knussen unterrichtet wurde. Die University of Melbourne zeichnete ihn mit einem Doctor of Music aus. Von 2005 bis 2007 war er Fellow ebendort.
Seine Werke fanden u. a. bei den IGNM-Weltmusiktagen, beim Huddersfield Contemporary Music Festival, bei der Münchener Biennale und dem Shanghai Spring International Music Festival Gehör. Aufträge erhielt er etwa von BBC Proms und dem IRCAM. Zu den Interpreten gehörten u. a. das Ensemble InterContemporain, das Ensemble Modern, die London Sinfonietta und das Sydney Symphony Orchestra. 

## Auszeichnungen (Auswahl)
- 1988: Koussevitzky Tanglewood Composition Prize
- 1988: Albert H. Maggs Composition Award
- 1989: Irino-Preis (2. Preis, Kammermusik)
- 1991: Paul Lowin Orchestral Prize
- 1993: Jean Bogan Prize for Piano Composition
- 1993: Adolph Spivakovsky Scholarship for the Composition of Music
- 1994: Paul Lowin Orchestral Prize
- 2009: Paul Lowin Orchestral Prize (Highly Commended)
- 2015: Albert H. Maggs Composition Award